# Фонд матеріального заохочення
Фонд матеріального заохочення — фонд економічного стимулювання, який утворюється на підприємствах (в об'єднаннях), міністерствах (відомствах) за рахунок прибутку і призначений для посилення матеріальної зацікавленості працівників у досягненні високих показників праці та підвищенні економічної ефективності виробництва.
До фондостворюючих показників включають показники зростання продуктивності праці, підвищення якості продукції, виконання плану поставок продукції споживачам відповідно до укладених договорів (замовлень) тощо. Залежно від прийнятих фондостворюючих показників застосовують різні методи підвищення (зниження) величини фонду. З цього фонду виплачують премії, одноразове заохочення окремих працівників за виконання особливо важливих виробничих завдань; премії за результатами внутрішньозаводського змагання, винагороди за загальними результати роботи за рік, надають одноразову допомогу робітникам тощо.